# Negrone

Arma dei Negrone: D'oro a tre pali di nero Archivio di Stato di Genova

Negrone è una delle più antiche e importanti famiglie genovesi. Gli storici e i documenti custoditi a Genova ne fanno risalire la nascita all'anno 950 ca. Ebbero quattro esponenti elevati all'onor del dogato e 18 alla carica di senatori della Repubblica di Genova. A seguito della riforma di Andrea Doria, nel 1528 formarono l'11° Albergo. Nel 1571 la famiglia Negrone prese parte alla Battaglia di Lepanto con cinque galee.

## Origini
La famiglia, originaria di Locarno, si stabilì a Genova verso il 1030. Signori di feudi in Liguria, discendevano dal margravio di Genova dopo la caduta dell'impero occidentale.
Nella sua storia di famiglia, scritta tra il 1613 e il 1626, il padre gesuita Giulio Negrone attribuisce il cognome al soprannome del capostipite “per essere bruno di faccia o per avuta l’arma dall’imperatore tinta di nero o per altro accidente “.
Di origine ghibellina, da Filippo nel XIV secolo si diversificarono, attraverso i figli Gregorio, Giovanni e Cosma, diversi rami della famiglia con varie omonimie. Contribuirono con numerose galee alla conquista genovese dell'isola di Cipro nel 1373. In seguito a ciò la famiglia fu annoverata "fra le quaranta più nobili di quel regno". 
Furono attivi nell'attività armatoriale e in quella politico-amministrativa. 
Nel corso del XVI secolo, con la riforma del 1528 e la costituzione dell'11° Albergo, i Negrone si indirizzarono maggiormente sulle attività mercantili-finanziarie accumulando un vastissimo patrimonio. Finanziarono in seguito tutte le maggiori corti Europee.

## Personalità

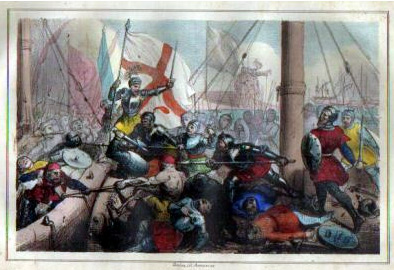
Battaglia della Meloria, 1284

Guglielmo di Negrone (Genova, 1120 ca. - Genova, 1178) Console dello Stato
Guidotto di Negrone (Genova, 1140 ca. - Genova 1185 ca.) Console dello Stato
Niccolò Negrone (Genova, 1485 ca.) Governatore della Repubblica di Genova
Battista Negrone (Genova, 1522 - Genova, 1592) Doge della Repubblica di Genova dal 1589 al 1591. Svolse intensa attività sul mercato dei cambi in Francia, Roma e soprattutto a Venezia dove soggiornò per quasi vent'anni,  tra il 1557 e il 1575, con l'incarico di Ufficiale gentiluomo presso la Serenissima. In quegli anni, Battista Negrone e Battista Giustiniani avviarono un'intensa attività finanziaria e commerciale nel settore dei coralli, sete, grani ed olive, in rapporto con ditte genovesi e di Palermo, Messina, Lucca, Lione, Anversa. Nel 1574, finanziò il re di Francia, Enrico III in fuga dalla Polonia. Nel 1576, rientrò a Genova e venne eletto membro del Gran Consiglio dei 400 e nel 1582 nominato senatore della Repubblica. Il 20 novembre del 1589 Doge della Repubblica di Genova. Il suo dogato si caratterizzo' per una intensa attività economica ed edilizia con l'ampliamento del Palazzo Ducale di Genova e il rafforzamento delle mura cittadine. Nel 1590 fronteggio' una grave carestia riuscendo a convogliare in città una straordinaria fornitura di grano con 200 navi provenienti dalla Sicilia e da Amburgo. Morì  a Genova il 22 gennaio del 1592.
Bendinelli Negrone, Doge della Repubblica di Genova e re di Corsica, Cipro e Gerusalemme dal 1695 al 1697.
Giovanni Francesco Negrone, cardinale di Santa Romana Chiesa designato da Papa Innocenzo XI nel 1686.
Domenico Negrone, Doge della Repubblica di Genova e re di Corsica, Cipro e Gerusalemme dal 1723 al 1725.
Giovanni Battista Negrone, Doge della Repubblica di Genova dal 1769 al 1771.

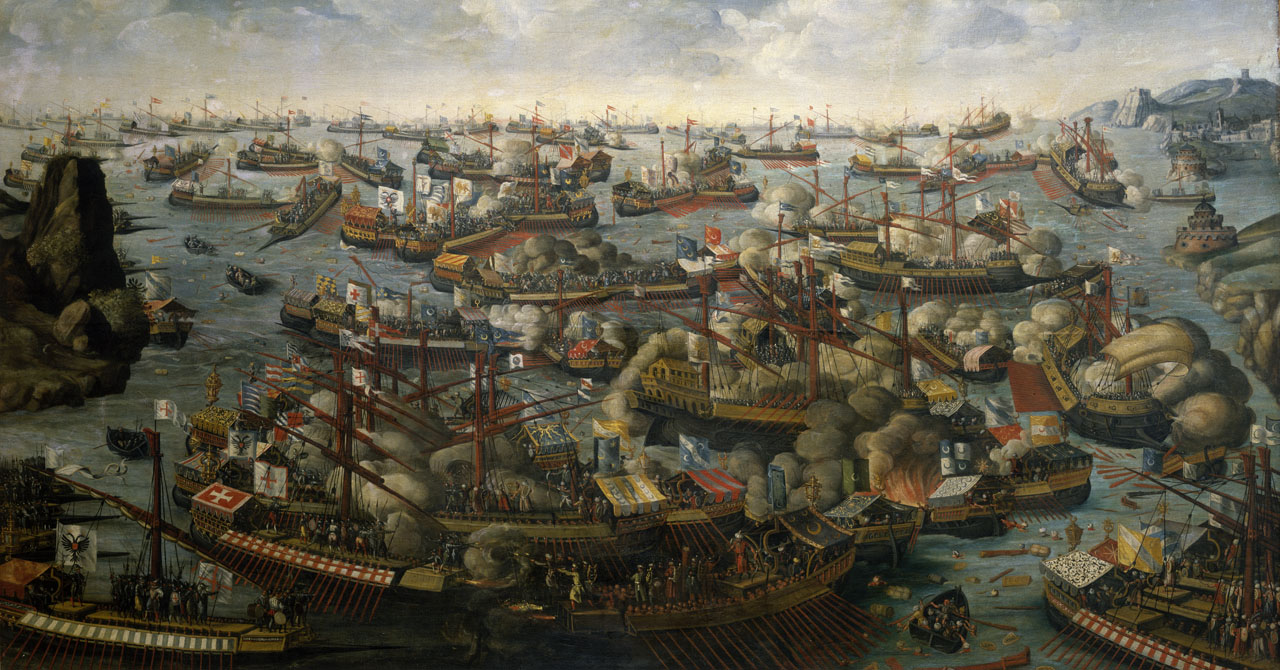
Battaglia di Lepanto, 1571

Andrea Negrone, cardinale di Santa Romana Chiesa designato da Papa Clemente XIII nel 1763.
Carina Massone Negrone (Bogliasco, 1911 – Genova, 1991) aviatrice italiana considerata una delle prime eroine dei cieli. Fu la prima donna italiana a conseguire nel 1933 il brevetto da pilota. Il 5 maggio 1934 stabilì il suo primo record mondiale volando ad un'altitudine di 5.544 metri con un velivolo di categoria Seaplane Class C. Il 20 giugno 1935 decollò dalla base di Montecelio a bordo di un biplano Caproni Ca.113 con motore Pegasus 1110 portandosi fino a 39.402 piedi, pari a 12.043 metri, stabilendo il nuovo record, rimasto imbattuto, per quanto riguarda i velivoli ad elica, nella storia dell'aviazione. Conquistò in seguito altri sette primati mondiali: l'ultimo il 19 giugno 1954, volando da Ghedi, presso Brescia a Luxor, in Egitto - 2.987 km. - in tredici ore e 34 minuti, ad una media di circa 299 chilometri orari.

## Architetture
- Palazzo Negrone, in Piazza delle Fontane Marose, n. 3 e 4 a Genova, inserito nella lista dei 42 palazzi iscritti ai Rolli di Genova nel 2006 come Patrimonio dell'umanità dell'UNESCO.

- Palazzo Negrone, in Vico Dietro Coro delle Vigne, n. 9 a Genova, inserito nella lista dei 42 palazzi iscritti ai Rolli di Genova nel 2006 come Patrimonio dell'umanità dell'UNESCO.

- Palazzo Negrone, in Via San Lorenzo n. 17 a Genova, inserito nella lista dei 42 palazzi iscritti ai Rolli di Genova nel 2006 come Patrimonio dell'umanità dell'UNESCO.

- Villa Negrone Moro, in Via Pedemonte n. 3 a Genova.

- Villa Negrone, in Salita Salvator Rosa, Genova.
- Villa Negrone, in Via S. Bartolomeo degli Armeni, Genova.

- Villa Negrone della Loggia, Genova.

- Villa Negrone, Sestri Ponente, Genova.

- Villa Negrone della Madonna del Monte, Genova.

- Santuario della Madonna del Monte, Genova.

- Palazzo Negrone, in Piazza Dellepiane 3, Novi Ligure.

- Villa Ova, frazione Ova, Castelnuovo Scrivia.
- Palazzo Caetani Negrone, Via delle Botteghe Oscure, Roma.
- Palazzo Gonzaga Negrone, Piazza Nicosia, Roma.
- Palazzo Negrone, Via dei Condotti 61, Roma.

- Villa Montalto-Peretti Negrone, Roma.

- Palazzo Negroni, Roma.

- Chiesa del Gesù, Roma.